# Без паніки! Як вижити, боротися й перемогти під час бойових дій: Порадник для цивільного населення
«Без паніки! Як вижити, боротися й перемогти під час бойових дій: Порадник для цивільного населення» — книга укладена Олександром Дєдиком, Михайлом Слободянюком і Олегом Фешовцем. У ній зібрано інформацію, що допоможе цивільним громадянам вижити, боротися й перемогти у складних умовах бойових дій.
Опублікована  в грудні 2018 року видавництвом «Астролябія».

## Зміст
- Вступне слово

- Розділ І. Готуймося зазделегідь

- Розділ ІІ. Виживальницький запас

- Розділ ІІІ. Перші виклики

- Розділ IV. Захист від бомбардування

- Розділ V. Укриття

- Розділ VI. Вода

- Розділ VII. Самозахист

- Розділ VIII. Коли навколо стріляють

- Розділ IX. Виходимо із зони бойових дій

- Розділ Х. Спротив

- Використана література

- Нотатки

## Практичне використання
У лютому 2022 року перед повномасштабним російським вторгненням народний депутат від Слуги народу Дмитро Гурін анонсував запуск Telegram-боту «Готовий до всього», де зібрані поради про те, як підготуватися та діяти під час надзвичайних ситуацій. Інформацію в боті зібрали на базі декількох джерел і зокрема брали матеріали з цієї книжки. А вже під час вторгнення інформацію з книжки використовували ЗМІ, а саме Рубрика, РБК-Україна, Главком, ПравдаТУТ.
Порадник можна безкоштовно завантажити на сайті видавництва у PDF-форматі і в EPUB-форматі.

## Реакція

### Відгуки
На Goodreads книга від користувачів має середній  бал 4,38 з 5 можливих (на основі 53 оцінок).

### Визнання
Книжку радить Читомо, Український інститут книги, літературний критик Ігор Бондар-Терещенко.
«Без паніки!...» потрапляла в короткий список у номінації Обрії - Спеціальна література / довідкові видання «Книжки року 2019», але не стала переможцем. Також книга увійшла в короткий список номінації Обрії - Спеціальна й адаптаційна література / стиль життя «Книжки року 2022», але знову ж стала тільки фіналістом, зайнявши 2-е місце  і діставши  48,57 балів, а виграла інша книга цього ж видавництва — Тотальний опір. У двох частинах майора Ганса фон Даха діставши 63,00 бали.

## Видання
- Перше видання ISBN  978-966-664-129-2 (2018); друге видання ISBN  978-966-664-162-9 (2019).

- Укл. Дєдик О. , Слободянюк М. , Фешовець О. ; проілюстр. Подляшецька Д. Без паніки! Як вижити, боротися й перемогти під час бойових дій: Порадник для цивільного населення. 3-є вид. — Львів: Видавництво «Астролябія», 2022. — 160 с.[16] ISBN 978-966-664-246-6